# 국도 제B10호선 (나미비아)
국도 제B10호선(B10 road, 독일어: Nationalstraße B10)은 오시칸고에서 룬두까지 이르는 총 연장 439km의 거리를 이루고 있는 나미비아의 일반 국도이다. 주요 경유지상 관통하고 있는 주는 유일하게 오항궤나주 뿐이지만 앙골라의 국경을 건너는 것으로 보인다.

## 접촉하고 있는 도로
- 국도 제B1호선
- 국도 제B8호선
- 국도 제B15호선